# یواس‌اس پارامونت (ای‌ام‌سی-۹۲)
یواس‌اس پارامونت (ای‌ام‌سی-۹۲) (به انگلیسی: USS Paramount (AMc-92)) یک کشتی بود که طول آن ۹۷ فوت ۶ اینچ (۲۹٫۷۲ متر) بود. این کشتی  در سال ۱۹۴۱ ساخته شد.